# Xavier Philippe
Ne doit pas être confondu avec Xavier Phillips.
 (avril 2025).
Si vous disposez d'ouvrages ou d'articles de référence ou si vous connaissez des sites web de qualité traitant du thème abordé ici, merci de compléter l'article en donnant les références utiles à sa vérifiabilité et en les liant à la section « Notes et références ».
Xavier Philippe, né le 8 novembre 1956 à Orléans, est un tueur en série et criminel français.
Philippe est soupçonné d'avoir tué trois de ses associés, d'avoir tenté d'en tuer un autre et d'avoir volontairement tué un retraité, entre 1988 et 2005. Ces soupçons portés sur lui, lui valent le surnom de « tueur en série d'associés »,,,.
En juillet 2008, Philippe est condamné à 30 ans de réclusion criminelle pour avoir assassiné son associé, pâtissier dans le Marais, à Paris, en 2005. Cette condamnation sera confirmée en appel, en juin 2010,,,.
Bénéficiant d'un non-lieu, pour le meurtre de 1988, et d'un acquittement, pour la tentative d'assassinat de 1998, Philippe est libéré de prison en février 2025,,.

## Biographie
Xavier Philippe naît le 8 novembre 1956, à Orléans. Il naît quelques minutes avant son frère jumeau, Bertrand, et passe son enfance dans une famille bourgeoise orléanaise.
En 1971, à 14 ans, Philippe se découvre une passion pour le commerce et la négociation : il achète des mobylettes, qu'il remonte pour les revendre.
Adulte, ses choix de carrière atypiques se retrouvent dans son apparence physique dégradée : une voix rauque engendrée par un écrasement du thorax à la suite d'un accident d'avion, un visage inexpressif et de terribles brûlures causées par sa tentative de suicide, où il avait tenté de s'immoler par le feu.
Titulaire d'un certificat d'aptitude professionnelle en carrosserie et fondateur d'un club de karaté de quelques centaines de membres, Philippe entreprendra de se lancer dans le commerce de la fourrure, parallèlement à la gestion d'un restaurant-discothèque, située sur une péniche à Orléans. Philippe se sent « écrasé » par la réussite de son frère Bertrand et voue une grande jalousie à son égard.
Ces affaires sont très semblables à celles de son frère jumeau, ainsi que de Tony Gomez. Ce dernier affirma : « Dès qu'on avait quelque chose, il voulait nous singer ».
Dans la nuit du 21 au 22 août 1982, Philippe incendie la boîte orléanaise de son frère et de son associé. Grièvement brûlé, il se rend à un hôpital pour soigner ses blessures. Les enquêteurs fouillent dans les hôpitaux et identifient rapidement Philippe, du fait de ses brûlures générées par l'incendie. Placé en garde à vue, Philippe reconnaît avoir tenté de se suicider et précise avoir brûlé la discothèque pour être certain de mourir. Il nie toute intention d'avoir voulu tuer son frère jumeau. Pour ces faits, il sera condamné à trois ans de prison, avant d'être libéré en 1984.
En 1989, leur mère organise une réconciliation entre Tony Gomez, Xavier et Bertrand et tous trois s'associent pour le Banana Café.
Plus tard, Philippe se retrouve devant la justice à la suite de tirs sur des jeunes d'une autre boîte de nuit de la ville. Il effectue un passage en prison. Amateur d'armes anciennes, il part créer une entreprise de transport à Paris, avant d'être à nouveau incarcéré pour vol de remorque et port d'armes prohibées.
En 2000, Philippe devient gérant d'une boulangerie-pâtisserie, s'associant avec Christophe Belle. Ils ouvrent « l'Avion Délices » dans le quartier du Marais, à Paris.

### Tentative d'assassinat de Grégory etTony Gomez
Dans la nuit du 28 avril 1998, Grégory, le compagnon du gérant du célèbre « Banana café », Tony Gomez, rentre chez eux. Un homme l'attend armé d'une carabine, lui tire dans le bras. La victime réussit à s'enfuir et part alerter les secours dans le bar. Le tireur est arrêté après que clients du bar aient bloqué la porte de la résidence. L'enquête a révélé que le tireur, un chauffeur-routier d'Orléans, avait discuté six fois au téléphone avec Xavier Philippe la nuit de l'agression. Il dit avoir agi sur ordre, mais refuse de dénoncer son commanditaire. Xavier Philippe est, au moment des faits, le directeur financier du « Banana café ».

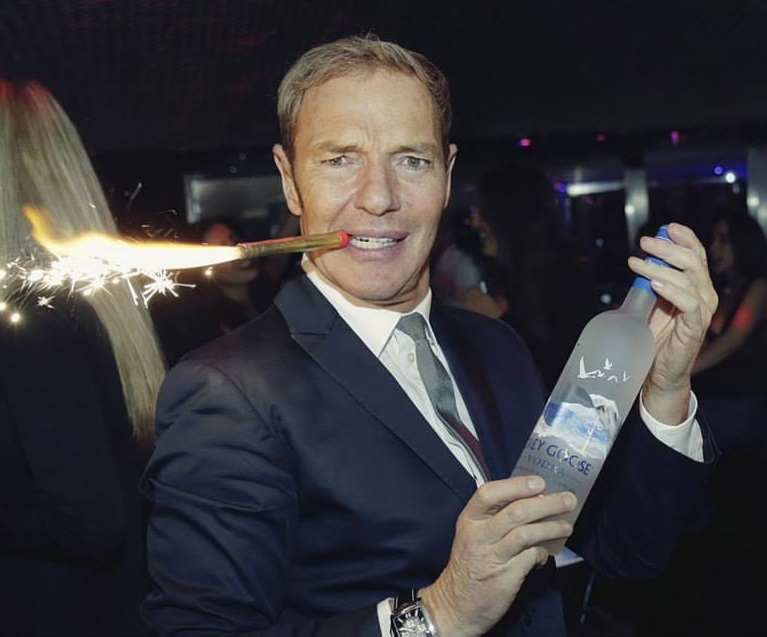
Tony Gomez, victime de Xavier Philippe

Tony Gomez est auditionné, il est persuadé que Xavier Philippe est l'organisateur de cette agression. Il s'est directement senti visé : il avait vu Xavier Philippe voler dans la caisse du café, il avait découvert l'existence d'un contrat d'assurance-vie souscrit en son nom au profit de la mère de Xavier Philippe. Il l'a soupçonné aussitôt.
Tony Gomez fut le compagnon de Bertrand Philippe, le frère de Xavier Philippe, pendant plus de vingt ans. Comme Xavier Philippe faisait énormément de bêtises, qui le conduisent en prison, sa mère supplia son autre fils et le compagnon de celui-ci de s'en occuper. C'est pour cela qu'ils s'associèrent avec Xavier Philippe pour fonder une boîte de nuit gay, le Banana Café, en 1989, dans le quartier des Halles.
Lorsque Bertrand Philippe se suicide, le 5 juillet 1995, son frère est convaincu que sa mort est la faute de Tony Gomez. Il aurait commandité son agression en 1998.

### Assassinat de Christophe Belle
Le 17 mai 2005, un homme est retrouvé mort dans le sous-bois de la commune de Sucy-en-Brie, la police nationale observe trois orifices à la tête causés par balle,,.
La police criminelle de Paris est saisie de l'enquête. Sur les lieux du crime, les enquêteurs retrouvent un sachet de poudre blanchâtre près de la victime, qui, après analyse, se révèlera être de la cocaïne. Les premiers indices sur place laissent envisager un règlement de comptes sur fond de trafic de stupéfiants. Dans la veste du défunt, ses papiers d'identité sont retrouvés : il s'agit de Christophe Belle, pâtissier reconnu de Paris,,.
En investiguant sur ses habitudes ainsi que sa vie de famille, les enquêteurs éliminent rapidement la piste de trafic de stupéfiants qui aurait mal tourné. Se dessine le portrait d'un homme à la vie simple, ses activités de pâtissier sont amplement suffisantes pour le faire vivre. Des analyses toxicologiques démontrent qu'il n'est pas consommateur de cocaïne, ni d'aucune autre drogue. Les policiers envisagent une mise en scène du meurtre de Christophe Belle,,.
Les investigateurs entendent tous ses proches ainsi que le personnel de la boulangerie, dont son associé, Xavier Philippe. Tous font mention de nombreux faits dont était victime Christophe Belle ces derniers temps : des appels menaçants, des dégradations mineures à la boulangerie. Et tous accusent le rival de Christophe, un certain M.F. qui, depuis quelques années, est en conflit commercial avec lui. Les policiers découvrent qu'il est domicilié dans la commune où le corps a été retrouvé, et proche du sous-bois. Il est arrêté, mais affirme avoir un alibi : depuis près de quatre ans, il n'habite plus la commune (inexécution du changement d'adresse), et le soir du crime, il était en Normandie,,.
Le 24 mai 2005, une information judiciaire contre X est ouverte pour assassinat. Les policiers de la section criminelle ont le sentiment d'une manipulation, d'une scène de crime mise en scène,,.
Peu de temps après, l'associé du boulanger, Xavier Philippe, se présente aux investigateurs. Il les informe que la nuit du crime, il a reçu un message de la victime « j'arrive dans 5 ou 10 minutes tard dans la nuit » (proche de l'heure du crime). Il se justifie en affirmant qu'il s'agissait d'une erreur de manipulation de Christophe Belle. Les policiers analysent le téléphone de la victime, et observent qu'il ne peut y avoir d'erreur de manipulation,,.
Un mois plus tard, la femme de Belle alerte la police : elle a découvert un contrat d'assurance-vie de son mari dont le bénéficiaire était Xavier Philippe. Cet associé devient de plus en plus suspect ; d'après le personnel de la boulangerie, il est connu pour « piquer dans la caisse », un écart important sépare les recettes des achats de marchandises, un détournement de milliers d'euros par an est mis en évidence. Derrière les apparences d'un homme brun à lunettes en gilet de costume, chemise blanche, cravate, alternant sans relâche formules de courtoisie et tirades interminables sur son innocence, apparaît un homme volubile et manipulateur, au passé sulfureux,,.
L'enquête sur Xavier Philippe remet à jour ses antécédents judiciaires, son profil instable, de nombreux soupçons d'escroquerie d'assurances, et surtout, la tentative d'assassinat de 1998 contre Tony Gomez,,.
Cette affaire étant toujours en instruction à ce moment et les policiers y observant de nombreux points communs, ils lancent un procès-verbal de rapprochement, le 28 novembre 2005.
Le 29 novembre 2005, Xavier Philippe est arrêté pour l'assassinat de Christophe Belle. Il nie toujours être à l'origine du crime, malgré les éléments qui s'accumulent contre lui. Philippe est mis en examen pour assassinat puis placé en détention provisoire,,,.

### Les autres morts
Le 7 décembre 2005, son ex-femme est entendue. Elle déclare que, dans la nuit du 17 au 18 novembre 1988, ce dernier est rentré plus tard qu'à son habitude. Il lui aurait confié avoir tué Pascal Le Roy, dans le but d'éviter la prison. Pascal Le Roy est un ancien associé, porté disparu depuis. Il l'aurait mise en garde contre le fait d'aller voir la police et l'aurait même menacée. Ce qui ajoute un nouvel élément avant le procès de Xavier Philippe.
En inspectant le casier judiciaire de Philippe, les enquêteurs découvrent une condamnation pour homicide involontaire. Quatorze ans auparavant, le 27 juin 1991, alors qu'il circule à moto et grille volontairement un feu rouge, Philippe renverse mortellement Joseph Terzian, 86 ans, dans un arrondissement de Paris. D'abord incarcéré pour meurtre, Philippe a finalement été condamné pour homicide involontaire et brièvement incarcéré, avant d'être libéré,.
Une troisième mort fait l'objet de soupçons envers Philippe. Lorsque son frère Bertrand est retrouvé mort, le 5 juillet 1995, l'enquête conclut à un suicide. Philippe s'est toujours dit convaincu de le suicide de son frère était la faute de Tony Gomez. La tentative d'assassinat de Gomez, en 1998, aurait été motivée par cette affaire. De son côté, Gomez s'est toujours dit convaincu que Philippe avait tué son frère, avant de maquiller son crime en suicide.
Xavier Philippe est également mis en examen, en mai 2006, pour la tentative d'assassinat de Tony Gomez, en avril 1998. Son obsession à se débarrasser de ses associés lui valent d'être surnommé le « tueur en série d'associés ».

### Jugement pour l'assassinat de Christophe Belle
Le 23 juin 2008, le procès de Xavier Philippe s'ouvre à la Cour d'Assises du Val-de-Marne. La Cour a examiné l'affaire et le parcours de l'accusé pendant deux longues semaines. Durant le procès, Tony Gomez, son ex-associé et patron de boîtes de nuit, est auditionné. Il déclare, à propos de l'accusé : « Il n'a jamais eu de règles, il ose tout car il ne fait pas la différence entre ce qui est permis ou non. » Il ne  cache pas le mal qu'il pense de lui ;  il est persuadé de la culpabilité de son ancien associé dans l'affaire de l'agression de 1998. Tony Gomez est convaincu qu'il était visé. Il décide de porter plainte contre Xavier Philippe.
Lors de sa plaidoirie, Philippe Sarda, l'avocat de Xavier Philippe, déclare : « Nous allons mettre l'accent sur les nombreuses incohérences de cette affaire et essayer de prouver qu'il s'agissait d'une mise en scène qui, in fine, a profité à Tony Gomez. »
Le 6 juillet 2008 à 1 h du matin, Xavier Philippe est condamné à 30 ans de réclusion criminelle.
L'avocat de Xavier Philippe interjette l'appel, mais la peine de 30 ans est confirmée par la cour d'assises d'appel de Seine-et-Marne, le 17 juin 2010.
Xavier Philippe se pourvoie en cassation, mais la Cour de cassation rejette sa demande. Il demande alors une question prioritaire de constitutionnalité, mais celle-ci est également rejetée et confirme sa condamnation à 30 ans de réclusion criminelle.

### Jugement pour la tentative d'assassinat de Grégory etTony Gomez
Une lettre douteuse est venue troubler le procès. D'après les enquêteurs, cette lettre non signée a été envoyée par Xavier Philippe à un témoin de l'assassinat de Christophe Belle. Dans cette lettre, il était écrit : « Tu corriges ta déclaration. Alain Samycia ne connaît pas Xavier, c'est tout. » Alain Samycia était l'un des suspects dans la tentative d'homicide contre Grégory et Gomez, en 1998 ; plus précisément, l'homme qu'aurait payé Xavier Philippe pour tuer Tony Gomez.
Le 23 juin 2011, Xavier Philippe et son avocat ont saisi la 10e chambre du Tribunal correctionnel de Paris d'une Question Prioritaire de Constitutionnalité (QPC) sur le fondement de l'article 6 de la CEDH : « Toute personne a droit à ce que sa cause soit entendue équitablement, publiquement, et dans un délai raisonnable ». Son avocat met en avant le fait que les faits reprochés à son client, Xavier Philippe, remontent au 28 avril 1998. De plus, il dénonce « une durée extraordinaire, au regard d'une affaire en fait pas si complexe », et tente de sensibiliser le jury sur la peine des proches de Christophe Belle, la victime. L'avocat général rétorque que le condamné est un individu « machiavélique », « calculateur », « un homme n'ayant aucune limite, aucun sens moral », « d'une avidité et d'un appétit sans fin ».
Le 4 juillet 2012, Xavier Philippe écope de 4 ans de prison supplémentaires pour avoir organisé la tentative de meurtre de Tony Gomez.
Le 12 juin 2013, la cour d'appel de Paris relaxe Xavier Philippe des faits de violences aggravées sur la personne de Grégory Colombe dans l'affaire Tony Gomez,,.

### Libération
Xavier Philippe est libéré en février 2025, après 19 ans de détention,.

## Liste des victimes connues
| Les faits        | Les faits    | Découverte      | Découverte   | Identité          | Âge |
| Date             | Lieu         | Date            | Lieu         | Identité          | Âge |
| ---------------- | ------------ | --------------- | ------------ | ----------------- | --- |
| 17 novembre 1988 | Orléans      | Jamais retrouvé | Inconnu      | Pascal Le Roy     | ?   |
| 27 juin 1991     | Paris        | 27 juin 1991    | Paris        | Joseph Terzian    | 86  |
| 5 juillet 1995   | Paris        | 5 juillet 1995  | Paris        | Bertrand Philippe | 38  |
| 28 avril 1998    | Paris        | 28 avril 1998   | Paris        | Grégory           | 41  |
| 17 mai 2005      | Sucy-en-Brie | 17 mai 2005     | Sucy-en-Brie | Christophe Belle  | 40  |